# سید محمد خادم حقیقت

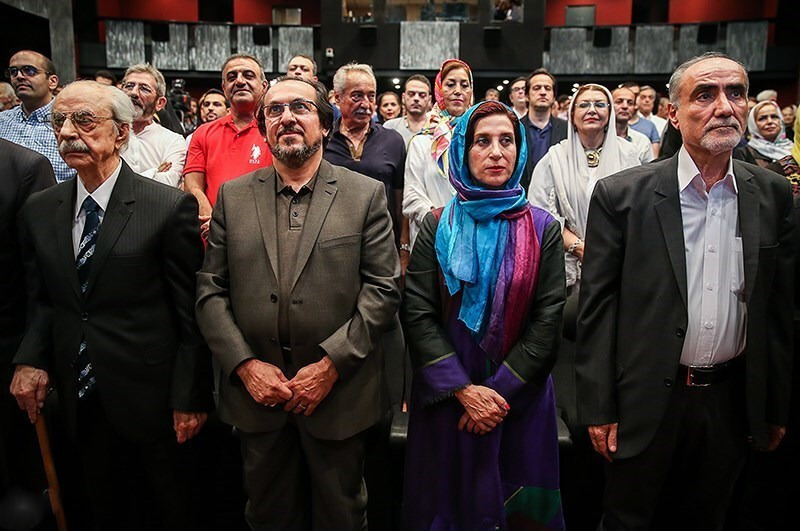
علیرضا رضاداد، فاطمه معتمدآریا، سید محمد خادم و منوچهر محمدی

سید محمد خادم حقیقت (زاده ۶ شهریور ۱۳۰۸ در درخونگاه، تهران – درگذشته ۱۶ بهمن ۱۴۰۲) کشتی‌گیر، داور کشتی و مدیر ورزشی ایرانی بود. وی در المپیک رم و قهرمانی کشتی جهان ۱۹۶۱ یوکوهاما قضاوت کرد. در قهرمانی جهان یوکوهاما مدیریت تیم ملی کشتی آزاد ایران را برعهده داشت که با نخستین قهرمانی جهان ایران همراه شد. خادم حقیقت تا پیش از انقلاب ۱۳۵۷ در ۳ مرحله (۱۳۴۵–۱۳۴۶، ۱۳۵۱–۱۳۵۴ و ۱۳۵۶–۱۳۵۷) ریاست فدراسیون کشتی ایران را عهده‌دار بود.